# 大みそかこどもスペシャル
大みそかこどもスペシャル（おおみそかこどもスペシャル）は、年末年始のNHK教育テレビのアニメのスペシャル番組シリーズの総称。

## 概要
- NHK教育テレビで放送の、テレビアニメの再放送や出演者（声優）のインタビューなどを放送[1]。
  - NHKのアニメ作品の他に、海外の俳優が演じる童話などの実写映画も放送されていた。
- 1990年代から2000年代初頭までは大晦日の定番とされていたが、2005年にNHKが起こした不祥事等に因り、この総称は事実上撤廃。2010年時点では、この形を踏襲し、各々のアニメ作品を再放送している[2]。

## 放送リスト
| 年   | タイトル                                            | 番組進行                   | 放送時間                 |
| ---- | --------------------------------------------------- | -------------------------- | ------------------------ |
| 1990 | おおみそか子ども特集                                | 英語であそぼ               | 11:00-18:30              |
| 1991 | わいわいわいどの大晦日                              | ひとりでできるもん!        | 11:35-18:00              |
| 1992 | わいわいワイドの大みそか                            | 母と子のテレビタイム土曜版 | 12:00-18:00              |
| 1993 | わいわいワイドの大みそか                            | なかよくあそぼ             | 09:00-11:00，15:00-18:00 |
| 1994 | 母と子のテレビタイム スペシャル                     |                            | 08:00-10:00，15:00-18:00 |
| 1995 | 母と子のテレビタイム 大みそかスペシャル バイバイ'95 |                            | 08:00-09:30，15:00-18:00 |
| 1996 |                                                     |                            | 08:00-09:55，15:30-18:00 |
| 1997 | 大みそかこどもスペシャル                            | 忍たまがやってくる         | 09:00-18:00              |
| 1998 | 大みそかこどもスペシャル                            | 忍たまがやってくる         | 09:00-18:00              |
| 1999 | 大みそか子どもスペシャル                            |                            | 09:00-10:45，15:00-18:00 |
| 2000 | おおみそかこどもスペシャル                          |                            | 08:00-18:00              |

## スペシャル内で放送された作品
- 1990年度
  - 11:00-11:05 オープニング(英語であそぼ)
  - 11:05-12:38 母と子のファミリーコンサート
  - 12:38-12:41 インターミッション(英語であそぼ)
  - 12:41-13:22 花いっぱいおはなしコンサート
  - 13:22-13:56 たんけんゴブリン島(1)
  - 13:56-14:00 インターミッション(英語であそぼ)
  - 14:00-14:45 母と子のテレビ絵本スペシャル(1)
  - 14:45-15:45 おかあさんといっしょファミリーコンサート(げんき♡元気)
  - 15:45-15:49 インターミッション(英語であそぼ)
  - 15:49-16:34 母と子のテレビ絵本スペシャル(2)
  - 16:34-17:21 たんけんゴブリン島(2)
  - 17:21-17:25 インターミッション(英語であそぼ)
  - 17:25-18:25 夢いっぱいおはなしコンサート
  - 18:25-18:30 エンディング(英語であそぼ)